# Queen Elizabeth (gruppo musicale)
I Queen Elizabeth sono un gruppo inglese composto dal duo Thighpaulsandra e Julian Cope. Il progetto nacque nel 1994 con l'intento di sviluppare un tipo di musica sperimentale per "rituali sonici" combinando melodie a suoni ancestrali.

## Storia del gruppo
I Queen Elizabeth nascono dall'incontro tra Thighpaulsandra e Julian Cope, che nel 1994 decidono di comporre brani di musica d'ambiente destinata a "rituali sonici". Il loro primo album è del 1994 e porta l'omonimo titolo. A questo segue nel 1997 il successivo "Queen Elizabeth 2: Elizabeth Vagina". Entrambi i dischi mescolano sonorità della musica ambient con passaggi di ispirazione Krautrock.
Il brano Beneath the Frozen Lake of Stars pubblicato da Thighpaulsandra nel suo primo album solista, era inizialmente stato composto per questo progetto e rimaneggiato poi per la pubblicazione. Secondo Cope, tale versione andava sopra ed oltre al brano composto e scartato dal duo.
Nel 2009 viene pubblicato il live del maggio 2000 con il titolo ''Hall", scaricabile anche dal sito Head Heritage di Julian Cope.

## Discografia
- Queen Elizabeth - (1994)
- Queen Elizabeth 2: Elizabeth Vagina - (1997)
- "Hall" - (2009)